# Wahl zum Schwedischen Reichstag 1952
Die Wahl zur Zweiten Kammer des Schwedischen Reichstags 1952 fand am 21. September statt.
Danach setzte der schwedische Ministerpräsident Tage Erlander (Sozialdemokraten) die 1951 begonnene Koalition mit dem Bondeförbundet fort. Sie regierten die volle Legislaturperiode.

## Wahlergebnis
- SKP: 5
- S: 110
- B: 26
- FP: 58
- H: 31

| Partei                            | Partei                                      | Parteivorsitzender                | Stimmen            | Stimmen | Stimmen | Mandatsverteilung | Mandatsverteilung |
| Partei                            | Partei                                      | Parteivorsitzender                | Absolut            | %       | +− %    | Absolut           | +−                |
| --------------------------------- | ------------------------------------------- | --------------------------------- | ------------------ | ------- | ------- | ----------------- | ----------------- |
|                                   | Socialdemokraterna (Sozialdemokraten)       | Tage Erlander                     | 1.742.284          | 46,05   | −0,08   | 110               | −2                |
|                                   | Folkpartiet (Volkspartei / rechtsliberal)   | Bertil Ohlin                      | 924.819            | 24,44   | +1,69   | 58                | +1                |
|                                   | Högerpartiet ((Rechts-)Konservative)        | Jarl Hjalmarson                   | 543.825            | 14,37   | +2,03   | 31                | +8                |
|                                   | Bondeförbundet (Bauernpartei / agrarisch)   | Gunnar Hedlund                    | 406.183            | 10,74   | −1,64   | 26                | −4                |
|                                   | Sveriges kommunistika parti (kommunistisch) | Hilding Hagberg                   | 164.194            | 4,34    | −1,97   | 5                 | −3                |
|                                   | andere Parteien                             | —                                 | 2.402              | 0,06    | −0,02   | —                 | —                 |
| gültige Stimmen / Sitze insgesamt | gültige Stimmen / Sitze insgesamt           | gültige Stimmen / Sitze insgesamt | 3.783.707          | 100,00  |         | 230               |                   |
| ungültige Stimmen                 | ungültige Stimmen                           | ungültige Stimmen                 | 17.577             |         |         |                   |                   |
| Stimmen insgesamt                 | Stimmen insgesamt                           | Stimmen insgesamt                 | 3.801.284 (79,1 %) |         |         |                   |                   |